# ريتشارد ديلان
ريتشارد ديلان (بالإنجليزية: Richard Dillane)‏ هو ممثل بريطاني، ولد في 1964 بإنجلترا في المملكة المتحدة.

## أعمال

### أفلام
- (2005) السترة
- (2008) على حافة الحب[1]
- (2008) فارس الظلام
- (2012) آرغو
- (2013) ميت في القبر[2]

## وصلات خارجية
- ريتشارد ديلان على موقع IMDb (الإنجليزية)
- ريتشارد ديلان على موقع ألو سيني (الفرنسية)
- ريتشارد ديلان على موقع ميوزك برينز (الإنجليزية)
- ريتشارد ديلان على موقع أول موفي (الإنجليزية)
- ريتشارد ديلان على موقع قاعدة بيانات الأفلام السويدية (السويدية)
- ريتشارد ديلان على موقع قاعدة بيانات الفيلم (الإنجليزية)
- ريتشارد ديلان على موقع كينوبويسك (الروسية)